# Stillahavslom
Stillahavslom (Gavia pacifica) är en fågel som tillhör familjen lommar. Den häckar i på tundran i norra Nordamerika och i nordöstra Sibirien. Vintertid hittas den utmed Nordamerikas västkust samt i östra Asien i ett område från Kamtjatkas sydöstliga spets till Japans nordöstliga kuster. Mycket sällsynt har den påträffats i Europa. Stillahavslommen behandlades tidigare som en del av storlommen, men urskiljs idag allmänt som egen art. IUCN kategoriserar den som livskraftig.

## Utseende
Häckande adulta fåglar påminner om en mindre och slankare variant av storlom. Könen är lika. De har grått huvud, svart strupe, vitt bröst, vit underdel, mörk rygg med ett rutat vitt mönster. Näbben är svart. Fåglar i vinterdräkt är grå och vita och deras näbb är vitaktig. Den är mycket svår att skilja från storlom men de största skillnaderna, förutom storleken, är att stillahavslommen har en klenare och kortare näbb och rundare huvud.

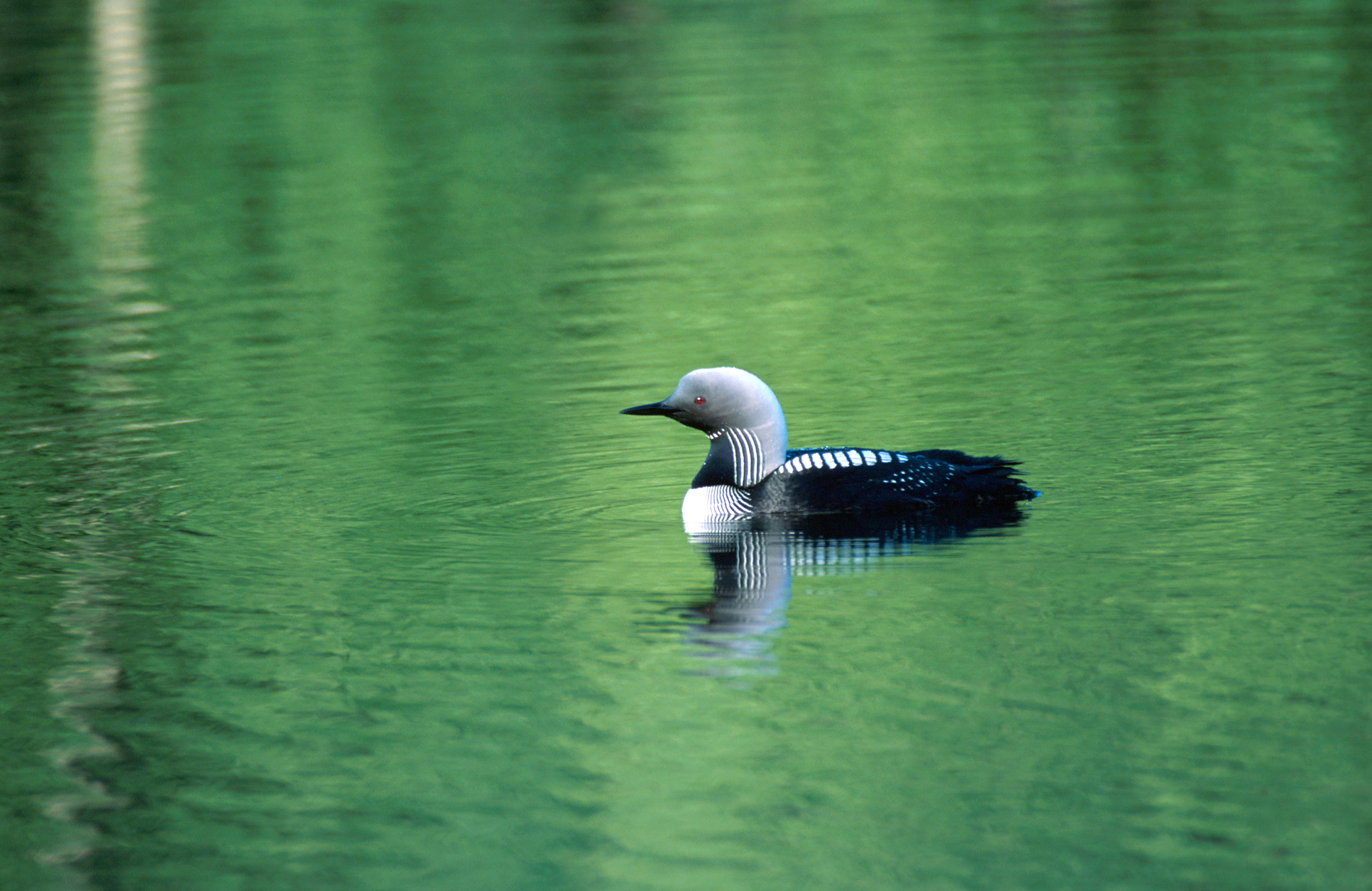
Adult Stillahavslom i Alaska.

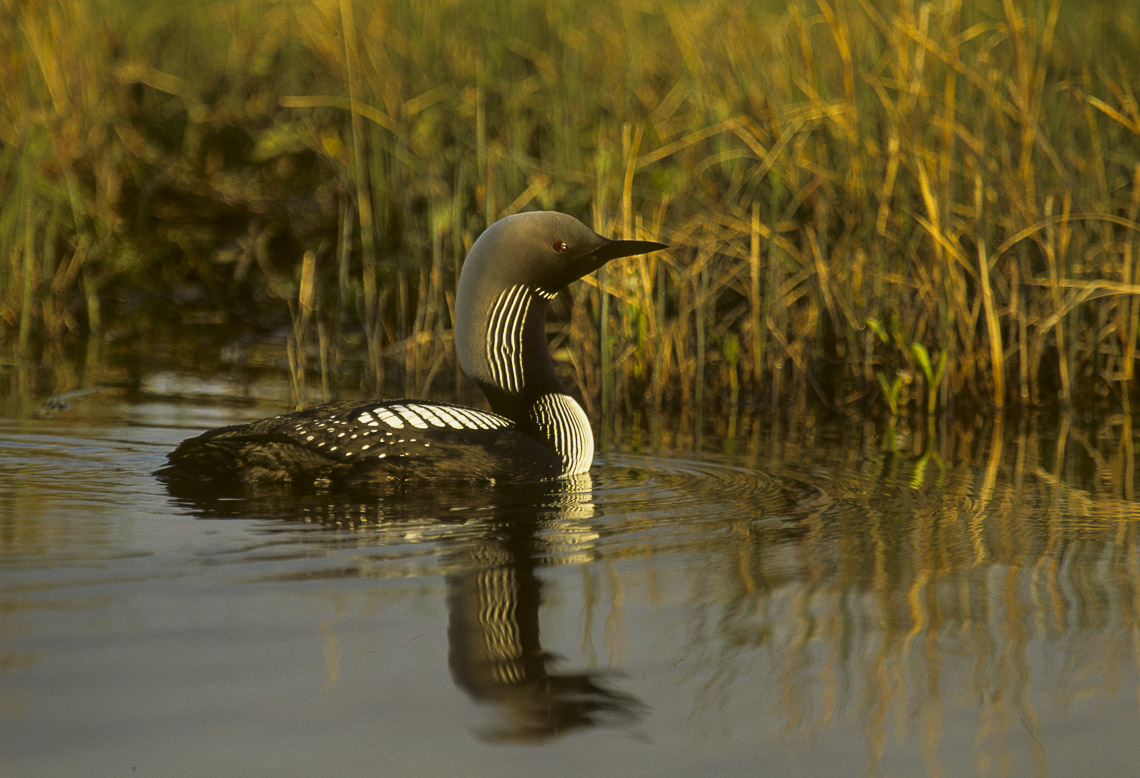
Adult fågel fotograferad på häckplats i Churchill, Kanada.

Den adulta stillahavslommen har en svart halsring nedtill på halsen som avslutar de smalare vita halsstrecken. Den har även ett svart ansikte vilket gör att ögat syns sämre och att nacken verkar ljusare än hos storlom. Storlommens vita parti på undergumpen sträcker sig högre upp på sidan av fågeln så att det bildas en vit fläck bakom vingen när den simmar, vilket saknas hos stillahavslommen. Juvenilen har en kraftigt vattrad rygg likt en svartnäbbad islom.

## Utbredning och systematik
Stillahavslommen är till största delen en flyttfågel som häckar på tundran vid djupa sjöar i norra Nordamerika, i Alaska och Kanada så långt österut som till Baffinön, samt i nordöstra Sibirien kring kusterna av Kolyma och Tjuktjerhalvön. Sina vinterkvarter har den utefter Nordamerikas västkust och i ett område från Kamtjatkas sydöstliga spets, vid Kurilerna och Japans nordöstliga kuster.

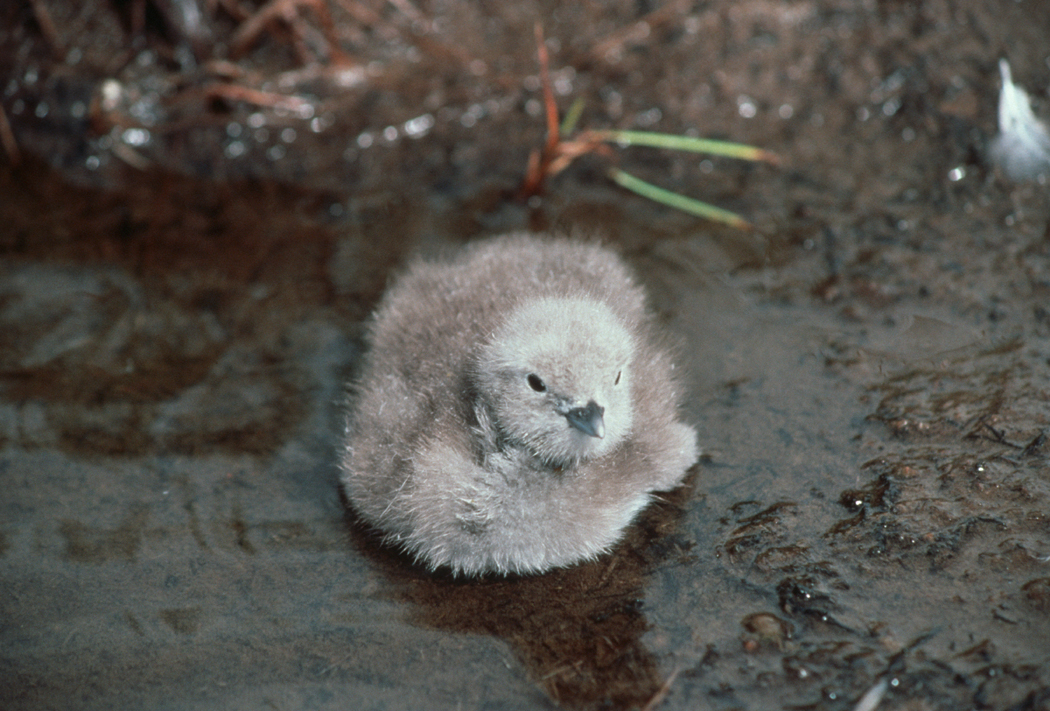
Juvenil Stillahavslom.

Stillahavslommen har sällsynt observerats i västpalearktis. Första gången skedde i Farnham, North Yorkshire, England i januari 2007. Sedan dess har den observerats vid flera tillfällen i Storbritannien och Irland, två i Spanien och Norge samt en gång vardera i Finland, Danmark och Schweiz. Den 8 maj 2015 gjordes det första fyndet i Sverige, utanför Stenshuvud i Skåne.

### Arstatus
Tidigare klassificerades ofta stillahavslommen som underart till storlom (Gavia arctica), men 1985 urskilde American Ornithologist's Union (numera American Ornithological Society) ur den som egen art baserat på studier som visar att den häckar sympatriskt med storlommen i östra Ryssland, ibland i samma sjö,, samt även i västra Alaska. Senare genetiska studier visar att de båda arterna skildes åt redan för 6,5 miljoner år sedan. Den behandlas som monotypisk, det vill säga att den inte delas in i några underarter.

## Ekologi
Arten flyttar till skillnad från de andra lommarna i flock och de lämnar sina sötvattensområden där de häckar för att övervintra i marina kustområden. De placerar sitt plattformsliknande bo direkt på marken och lägger vanligtvis två ägg som ruvas i 23–25 dagar. Likt de andra lommarna lever den av fisk som den fångar dykande under vattnet.

## Stillahavslom och människan

### Status och hot
Arten har ett stort utbredningsområde och en stor population, och tros öka i antal. Utifrån dessa kriterier kategoriserar IUCN arten som livskraftig (LC). Världspopulationen uppskattas till mellan 930 000 och 1 600 000 individer.

### Namn
Stillahavslom har tidigare sällsynt kallats för pacifiklom eller alaskalom.